# Ligia
Ligia (лат.) — род мокриц из примитивного семейства Ligiidae. Большинство видов Ligia обитают в приливных зонах, на скалах и каменистых пляжах, но есть несколько полностью наземных видов, которые встречаются в условиях высокой влажности.

## Экология
Прибрежные виды Ligia демонстрируют смесь наземных и морских характеристик, легко высыхая, нуждаясь во влажном воздухе и близости к воде для сохранения влаги. Хотя у них есть жабры и они могут дышать под водой, они делают это только тогда, когда спасаются от наземных хищников или когда их смывает волнами. Они медленно передвигаются в воде и беззащитны перед морскими хищниками. Эти мокрицы хорошо приспособлены к каменистым поверхностям и избегают песка, который делает их уязвимыми для наземных хищников и высыхания.

## Таксономия
Было высказано предположение, что Ligia более тесно связана с морскими изоподами, чем с настоящими мокрицами.

## Виды
Виды этого рода иногда трудно различать из-за полового диморфизма. Например, у самцов обычно более длинные и широкие усики, чем у самок. Самцы также, как правило, крупнее, но уже, и это различие иногда приписывают выводковой сумке самки. Усложняет ситуацию возможное существование скрытых видов в роде.
Это список всех видов Ligia, содержащихся в «A Bibliography of Terrestrial Isopods»:
- Ligia australiensis — австралийский сланец, Австралия, включая Тасманию и остров Лорд-Хау
- Ligia baudiniana — восточное и западное побережье Америки
- Ligia boninensis — острова Бонин, Япония
- Ligia cajennensis — Французская Гвиана
- Ligia cinerascens — Хоккайдо и север Хонсю, Япония и Курильские острова
- Ligia cursor — Чили
- Ligia curvata — Ангола
- Ligia dante — Остров Гавайи (Гавайи)[9]
- Ligia dentipes — Андаманские и Никобарские острова, Индонезия
- Ligia dilatata — южная Африка (Намибия и Южная Африка)
- Ligia eleluensis — Мауи, Гавайи[9]
- Ligia exotica — распространена по всему миру на субтропических и тёплых умеренных побережьях
- Ligia ferrarai — Мадагаскар
- Ligia filicornis — Венесуэла
- Ligia glabrata — Южная Африка (Намибия и Южная Африка)
- Ligia gracilipes — западное побережье Африки, от Сенегала до северной Анголы
- Ligia hachijoensis — острова Идзу, Япония
- Ligia hawaiensis — Кауаи, Гавайи[9]
- Ligia honu — остров Гавайи, Гавайи[9]
- Ligia italica — побережье Черного моря, Средиземного моря, Атлантического океана в северной Африке на юг до островов Зеленого Мыса и Макаронезии
- Ligia kamehameha — остров Гавайи, Гавайи[9]
- Ligia latissima — Новая Каледония
- Ligia litigiosa — Чили, Перу и острова Хуана Фернандеса
- Ligia malleata — Танзания
- Ligia mauinuiensis — острова Мауи Нуи и Оаху, Гавайи[9]
- Ligia miyakensis — острова Идзу, Япония
- Ligia natalensis — юго-восточное побережье Южной Африки от Книсны до Натала
- Ligia novaezealandiae — Новая Зеландия и остров Кермадек
- Ligia occidentalis — Калифорния и Нижняя Калифорния
- Ligia oceanica — Атлантическое побережье Европы, побережье западной части Балтийского моря и, возможно, завезена на Атлантическое побережье Северной Америки
- Ligia pallasii — Тихоокеанское побережье Северной Америки, от Алеутских островов до Санта-Крус, Калифорния
- Ligia pallida — остров Рождества в Полинезии
- Ligia pele — Мауи, Гавайи[9]
- Ligia perkinsi — Кауаи и Оаху, Гавайские острова
- Ligia persica — Персидский залив[8]
- Ligia philoscoides — юго-восточная Полинезия
- Ligia pigmentata — Красное море, Персидский залив и побережье Сомали
- Ligia platycephala — Венесуэла, Гайана и Тринидад
- Ligia rolliensis — Оаху, Гавайи[9]
- Ligia rugosa — юго-восточная Полинезия
- Ligia ryukyuensis — Япония
- Ligia saipanensi — остров Сайпан, Микронезия
- Ligia simoni — Северная Венесуэла и северная Колумбия
- Ligia taiwanensis — Тайвань
- Ligia vitiensis — Сулавеси, Сингапур, Новая Гвинея, Меланезия, Полинезия и, возможно, завезена в Сомали
- Ligia yamanishii — Токио
- Ligia yemenica — Аденский залив[8]